# Minorka
Minorka (hiszp., katal. Menorca) – wyspa hiszpańska na Morzu Śródziemnym, druga co do wielkości w archipelagu Balearów. Długość to około 50 km, szerokość około 16 km, powierzchnia 668 km². Zamieszkuje ją około 92 000 mieszkańców. Głównym miastem wyspy jest Mahón (katal. Maó), a najwyższym szczytem – El Toro.

## Historia
Wyspa słynie ze wspaniałych, unikatowych w swej klasie megalitów, takich jak navety – kamienne grobowce komorowe, czy taule – w jęz. katal. oznaczające stół. W starożytności należała do Kartaginy, następnie do Rzymu. W V wieku zdobyta przez Wandalów, pod koniec VIII wieku przez Maurów i dołączona do Kalifatu Kordoby.
Od XIII wieku pod władaniem Aragonii, następnie część Hiszpanii. Zdobyta przez Brytyjczyków w 1708 w czasie wojny o sukcesję hiszpańską, była w ich rękach przez następne 70 lat. Zdobyta przez Francuzów w 1756 podczas wojny siedmioletniej, zwrócona w 1763 według postanowień pokoju paryskiego. W 1782 zdobyta przez Hiszpanię. Ponownie zdobyta przez Wielką Brytanię w roku 1798, ostatecznie przyznana Hiszpanii w 1803 przez pokój w Amiens.

## Gospodarka
Na wyspie rozwinęła się turystyka oraz rybołówstwo. Ludność wyspy zajmuje się wypasem owiec oraz uprawą zbóż, winorośli i drzew cytrusowych.

## Podział administracyjny
Jako wyspa należąca do wspólnoty autonomicznej Balearów, Minorka posiada własny podział administracyjny i proporcjonalną reprezentację w Parlamencie i Senacie królestwa. Jest ona podzielona na następujące gminy:
- Alaior
- Ciutadella de Menorca, dawna stolica wyspy
- Es Castell założona przez Anglików, nosiła nazwę Georgetown.
- Es Mercadal
  - Fornells, formalnie należy do gminy Es Mercadal. Sławna ze znakomitej zupy z homarów
- Es Migjorn Gran lub Es Mitjorn Gran Miejscowość rodzinna miejscowego szewca, sławnego ze swej długowieczności Joana Riudavets Molla.
- Ferreries
- Mahón (katal. Maó), miasto od którego katalońskiej nazwy bierze swą nazwę majonez, stało się stolicą wyspy dzięki naturalnemu portowi o charakterze strategicznym
  - Sant Climent, która należy do gminy Mahón.
  - Llucmassanes mała wólka należąca do gminy Mahón.
- Sant Lluís Założona przez Francuzów.

## Klimat
| Miesiąc | Sty  | Lut  | Mar  | Kwi  | Maj  | Cze  | Lip  | Sie  | Wrz  | Paź  | Lis  | Gru  | Roczna |
| --- | ---- | ---- | ---- | ---- | ---- | ---- | ---- | ---- | ---- | ---- | ---- | ---- | ------ |
| Średnie temperatury w dzień [°C]                                                                                                 | 14,1 | 14,2 | 15,9 | 18,0 | 21,6 | 25,8 | 28,9 | 29,2 | 26,2 | 22,7 | 18,1 | 15,2 | 20,8   |
| Średnie dobowe temperatury [°C]                                                                                                  | 10,8 | 10,8 | 12,3 | 14,3 | 17,8 | 21,8 | 24,9 | 25,4 | 22,6 | 19,4 | 14,9 | 12,1 | 17,2   |
| Średnie temperatury w nocy [°C]                                                                                                  | 7,5  | 7,4  | 8,6  | 10,6 | 13,9 | 17,8 | 20,8 | 21,5 | 18,9 | 16,1 | 11,6 | 9,0  | 13,6   |
| Opady [mm] | 52   | 54   | 38   | 45   | 37   | 14   | 3    | 20   | 61   | 78   | 88   | 61   | 546    |
| Średnia liczba dni z opadami | 7,1  | 6,9  | 5,8  | 6,0  | 4,4  | 2,0  | 0,6  | 2,0  | 5,4  | 7,4  | 8,1  | 8,8  | 63,6   |
| Wilgotność [%] | 77   | 76   | 73   | 72   | 70   | 64   | 63   | 65   | 70   | 75   | 75   | 77   | 72     |
| Średnie usłonecznienie [h] | 144  | 146  | 202  | 222  | 270  | 311  | 347  | 312  | 225  | 183  | 142  | 130  | 2632   |
| Źródło: Agencia Estatal de Meteorología (liczba dni z opadami dla wartości 1 mm, wysokość 91 m n.p.m., 4 km od morza, 1981-2010) |      |      |      |      |      |      |      |      |      |      |      |      |        |

| Sty  | Lut  | Mar  | Kwi  | Maj  | Cze  | Lip  | Sie  | Wrz  | Paź  | Lis  | Gru  | Rok  |
| ---- | ---- | ---- | ---- | ---- | ---- | ---- | ---- | ---- | ---- | ---- | ---- | ---- |
| 14,6 | 13,8 | 14,1 | 15,7 | 18,7 | 22,2 | 24,4 | 25,8 | 25,1 | 22,9 | 20,4 | 17,1 | 19,6 |

## Galeria

Flaga Minorki
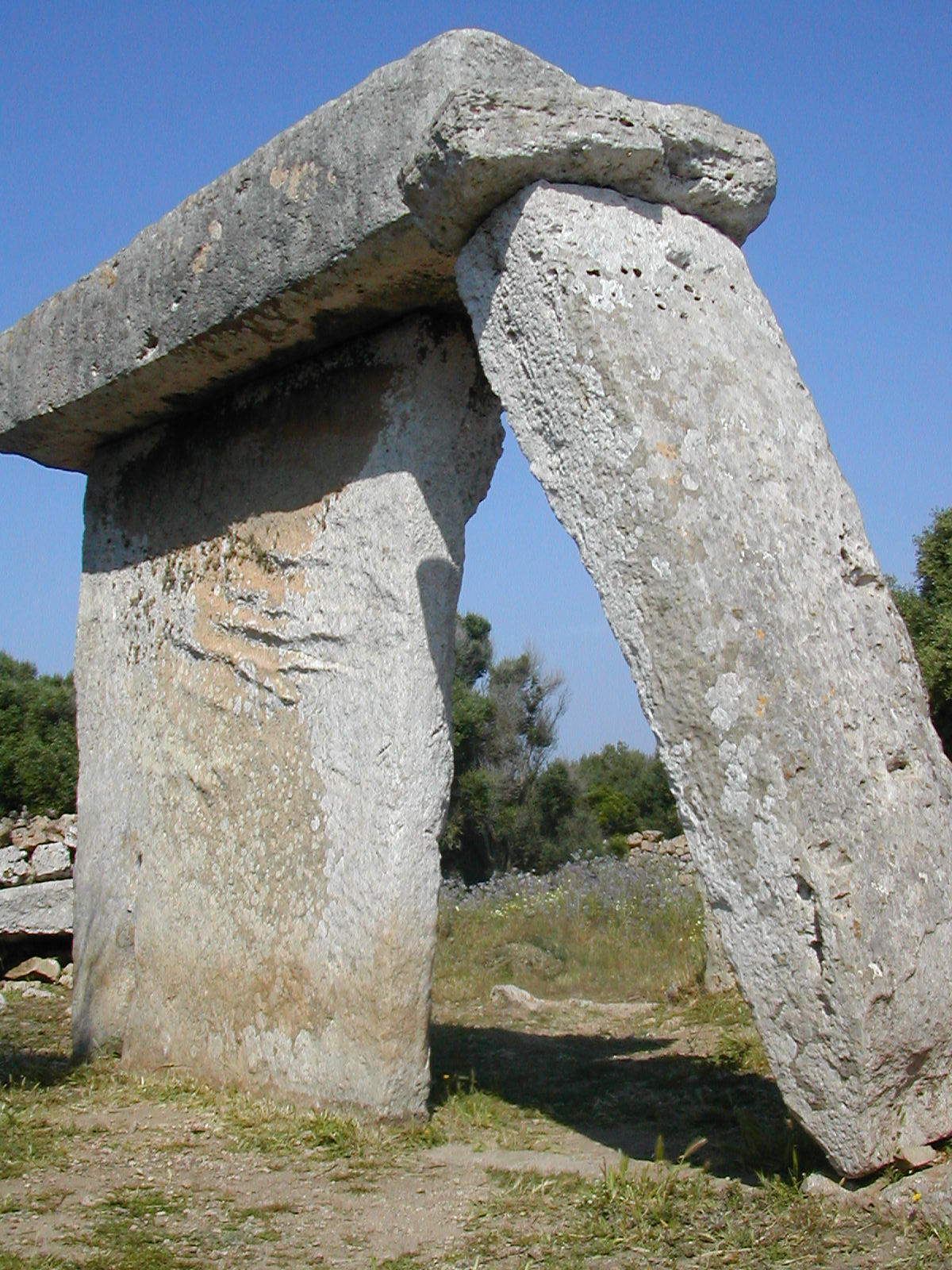
Taula z obszaru Talatì de Dalt około 4 km na zachód od Mahón
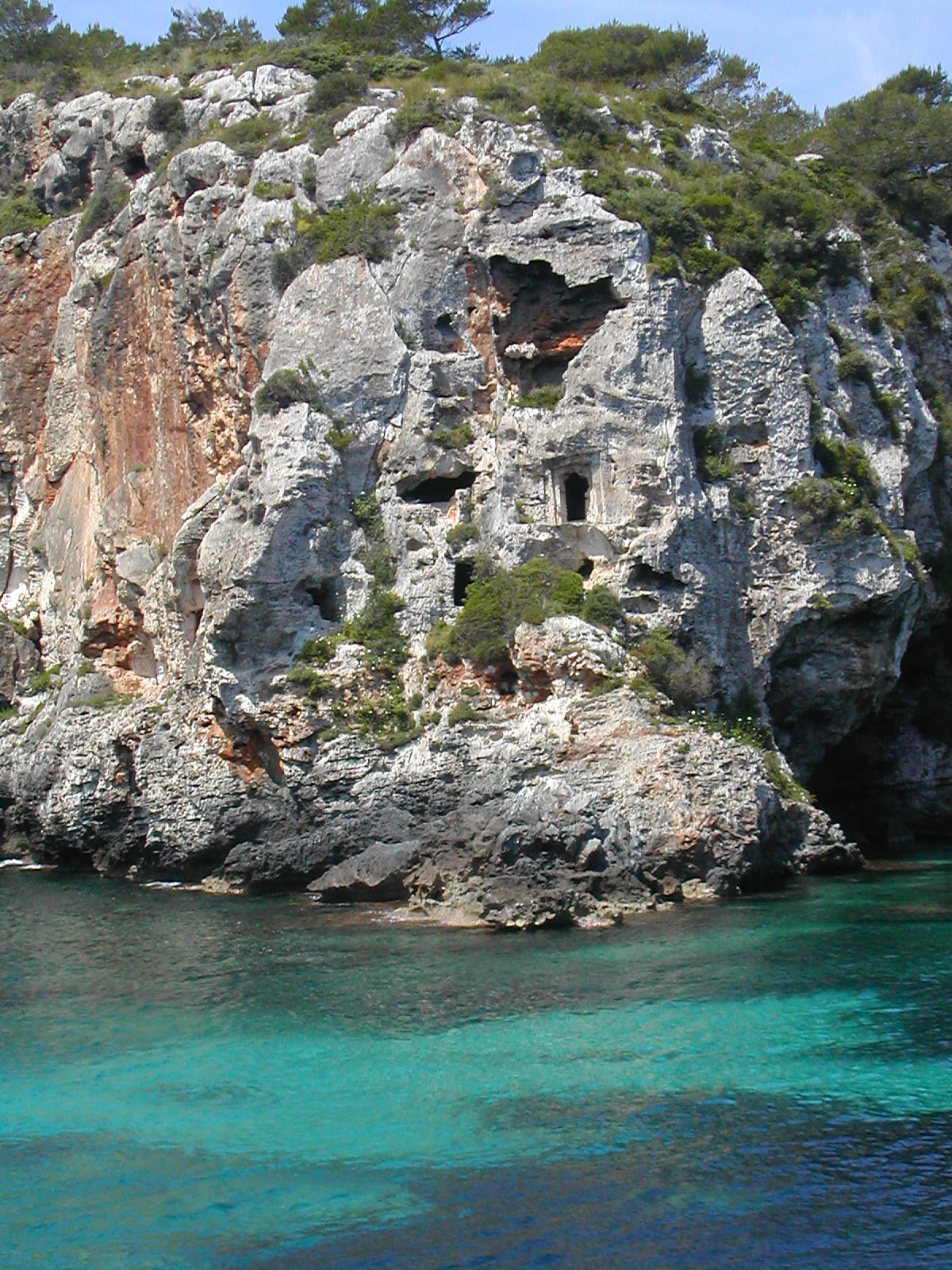
Cales Coves of Minorca